# NGC 5197
NGC 5197 é uma galáxia espiral (S0-a) localizada na direcção da constelação de Virgo. Possui uma declinação de -01° 41' 33" e uma ascensão recta de 13 horas, 31 minutos e 25,0 segundos.
A galáxia NGC 5197 foi descoberta em 12 de Abril de 1864 por Albert Marth.